# Lányanya
A Lányanya (Mom at Sixteen) egy 2005-ben bemutatott film Peter Werner rendezésében. Fő témája a fiatal kamaszok figyelmetlensége a szexszel kapcsolatban.

## Cselekmény
A 16 éves Jacey Jeffries (Danielle Panabaker) húgával, Macyvel (Clare Stone) és édesanyjával, Terryvel (Mercedes Ruehl), egy másik városba költözik, miután 15 évesen Bradtől (Tyler Hynes) kisfia született egy "félrelépés" során. Miután elköltöznek, Brad több hónapig nem hall Jaceyről. Jacey új iskolába megy és "elölről kezdi életét". Édesanyjával és húgával megállapodnak, hogy anyjuk fiaként nevelik fel a kisbabát, míg Jacey valóra nem váltja álmait és be nem fejezi az iskolát. Jacey legnehezebb feladata az iskolában és az életében is, hogy megőrizze a titkot: öccse, Charley valójában a kisfia. Tanára, Bob edző (Colin Ferguson) és Donna (Jane Krakowski), aki szintén tanára, segítik mindenben. Donnának és Bobnak igazán fontos Jacey és kisfia élete, mivel nekik évek óta nem lehet gyermekük, ezért szívükön viselik Jacey életét. Jacey anyja akarata ellenére felfedi a titkot, ezért lányának vállalnia kell a következményeket, ráadásul Charley apja, Brad kételkedik, hogy a kisbaba az övé lenne.

## Szereplők
- Danielle Panabaker – Jacey Jeffries
- Jane Krakowski – Donna Cooper
- Clare Stone – Macy
- Tyler Hynes – Brad
- Colin Ferguson – Bob
- Mercedes Ruehl – Terry Jeffries
- Hollis McLaren – Marlene
- Rejean Cournoyer – Mr. Cheevers (as Rejean J. Cournoyer)
- Dawn McKelvie Cyr – Gretchen (as Dawn Cyr)
- Megan Edwards – Linda
- Matthew MacCaull – Dr. Hughes
- Sabrina Jalees – Sarah
- Deborah Allen – Pauline
- Anastasia Hill – Trea
- Leah Fassett – Gena

## Külső hivatkozások
- Lányanya az Internet Movie Database oldalon (angolul)